# Al Hamriya
Al Hamriya  è un quartiere di Dubai; Si trova nel settore occidentale di Dubai, lungo Dubai Creek nella zona di Bur Dubai.

## Geografia fisica
Al Hamriya è in gran parte una zona residenziale; tuttavia diversi complessi commerciali e consolati stranieri sono nelle sue vicinanze.
Alcuni dei consolati nella zona comprendono quelli di India, Gran Bretagna, Oman, Arabia Saudita e Kuwait.